# Сивокръсто тинаму
Сивокръстото тинаму (Tinamus solitarius) е вид птица от семейство Тинамуви (Tinamidae). Видът е почти застрашен от изчезване.

## Разпространение и местообитание
Разпространен е в Аржентина, Бразилия и Парагвай.